# Pierre Bommertz
Pierre Bommertz (* 3. Dezember 1906 in Differdingen; † 6. November 1973 in Luxemburg-Stadt) war ein luxemburgischer Fußballspieler.

## Leben
Am 25. Februar 1937 heiratete Bommertz Maria Mathilde Grünewald. Er arbeitete als Hüttenarbeiter. Bommertz starb am 6. November 1973. Die Einäscherung fand in Straßburg statt. Die Beisetzung erfolgte am Samstag, dem 10. November 1973, um 15:30 Uhr auf dem Friedhof von Differdange. Er war der Bruder von Antoine Bommertz und Nicolas Bommertz.

## Karriere

### Red Boys Differdingen
Bommertz begann in der Session 1926/27 bei Red Boys Differdange zu spielen. Mit ihnen wurde er 6 Mal luxemburgischer Pokalsieger (1927, 1929, 1930, 1931, 1934 und 1936) und 3 Mal Luxemburgischer Meister (1930/31, 1931/32 und 1932/33). Seine letzte Session spielte er 1937/38.

### Nationalmannschaft
Sein erstes Länderspiel war ein Freundschaftsspiel gegen die belgische B-Nationalmannschaft am 5. Dezember 1926 in Charleroi. Es folgten 19 weitere Freundschaftsspiele. Bommertz war Kapitän der luxemburgischen Nationalmannschaft, als diese in der WM-Qualifikation 1938 am 28. November 1937 im Feyenoord-Stadion in Rotterdam auf die Niederlande traf. Dies war sein letztes Länderspiel.

## Auszeichnung
- 1951: Médaille du Mérite Sportif in Bronze[6]